# Amphiroa hancockii
Amphiroa hancockii W.R. Taylor, 1942  é o nome botânico de uma espécie de algas vermelhas pluricelulares do gênero Amphiroa.
- São algas marinhas encontradas em Honduras, Colômbia, ilhas do Caribe e nas Filipinas.

## Sinonímia
Não apresenta sinônimos.